# Pieve de Pietralunga
La Pieve de Pietralunga ou Pieve di Santa Maria est l'église paroissiale de Pietralunga, une ville située dans la province de Pérouse en Ombrie. 

## Histoire
La fondation de la pieve remonte aux VIIe et VIIIe siècles selon de nombreuses sources et bulles pontificales.
L'édifice de style roman a beaucoup évolué au cours des siècles et la façade actuelle est le résultat d'une importante modification réalisée au cours des premières années du XXe siècle qui a consisté en la destruction de l'abside faisant place à la nouvelle entrée principale donnant sur le parvis et la fermeture du portail original, roman, situé sur l'arrière de la construction.

## Description
La pieve possède une nef unique, sa structure est simple interrompue seulement par quatre piliers qui soutiennent la voûte à ogive. 

### Œuvres
- Sur la paroi droite de la nef se trouve une fresque attribuée à Raffaellino del Colle, représentant le Martyre de saint Sébastien.
- À l'intérieur du presbytère est conservée une copie du Polyptyque de Pietralunga, œuvre provenant de l'église de san Agostino transférée en 1955 à la Galerie nationale de l'Ombrie.

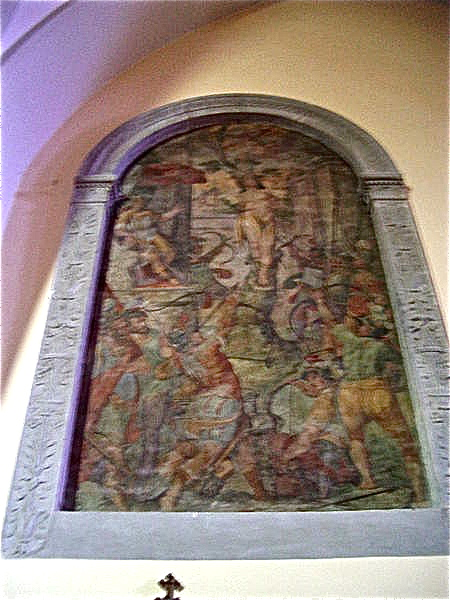
Martyre de saint Sébastien, fresque de Raffaellino del Colle.

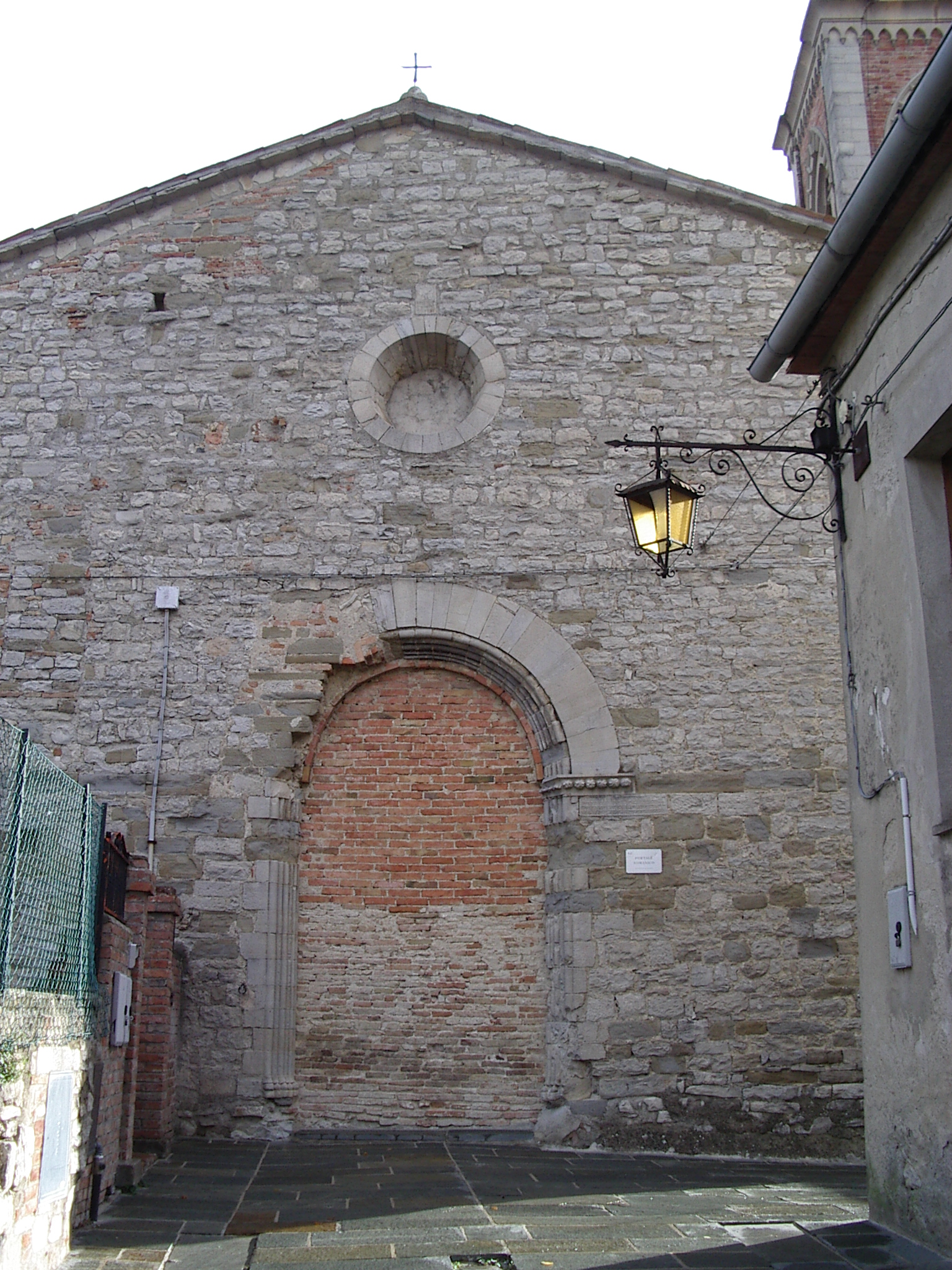
Ancienne façade sur l'arrière.

## Sources
- Voir liens externes